# إليعزر موزيس
مناحيم اليعازر موسى (بالعبرية: מנחם אליעזר מוזס، من مواليد 20 أكتوبر 1946) سياسي إسرائيلي يشغل حاليا منصب عضو في الكنيست عن حزب يهودت هتوراة، الذي يمثل حزب أغودات يسرائيل ومنصب نائب وزير التربية والتعليم.